# 利奥波德号护航驱逐舰
利奥波德号护航驱逐舰（英語：USS Leopold，舷号：DE-319），是美国海军于第二次世界大战期间建造的一艘埃德索尔级护航驱逐舰，其舰名取自在珍珠港事件中阵亡的罗伯特·劳伦斯·利奥波德（Robert Lawrence Leopold）少尉。
该舰由少尉的姐妹海伦·S·利奥波德小姐冠名，于1943年3月24日在德克萨斯州奥兰治联合钢铁厂铺设龙骨，随后于6月12日下水。10月18日，利奥波德号正式服役，交由肯尼斯·C·菲利普斯（Kenneth C. Phillips）少校指挥。

## 设计与装备
埃德索尔级护航驱逐舰的设计与巴克利级护航驱逐舰类似，均采用长船体并建有较高的舰桥。该级护航驱逐舰配备3英寸（76毫米）50倍径单装主炮，后续曾计划更换为5英寸（127毫米）38倍径主炮，但最终没有实际执行。该级护航驱逐舰由4台费尔班克斯-莫尔斯38D8-1/8-10内燃机提供动力，总功率最高可达6000匹马力，最高航速21节。其燃料舱可携带312吨重油，在12节航速下航程可达11000海里。此外，该级舰船还配备有较完善的侦查搜索系统，包括SL或SU水面雷达、SA对空雷达、QC声呐系统以及用于监听潜艇无线电的HF/DF天线。

## 服役历史
在百慕大完成试航调整后，利奥波德号前往弗吉尼亚州诺福克加入护航舰队。1943年12月24日，她护送USG-68船团出发，最终于1944年1月11日抵达法属摩洛哥卡萨布兰卡，之后她前往直布罗陀海峡执行反潜巡逻任务并于5天后护送一批船团返回美国。
3月1日，利奥波德号护送CU-16船团由纽约出发前往英国。3月9日夜，她在寻找敌军潜艇踪迹时被德军U-255号潜艇发射的鱼雷命中，船体严重受损，舰上官兵弃船逃生。姊妹舰乔伊斯号随后赶到现场，但因潜艇威胁没能第一时间开展救援行动。8小时后，乔伊斯号在盟军驻冰岛航空队的协助下开始救援，最终仅救起28名幸存者，包括所有军官在内的其余171人均因爆炸和溺水丧生。10日凌晨0时45分，乔伊斯号向漂浮的利奥波德号残骸开火，使其沉入海底。3月25日，利奥波德号自美国海军除籍。

## 荣誉
利奥波德号服役期间所获荣誉如下：
|  |  |  |

| 战斗行动奖章 （追授） | 欧洲-非洲-中东战役奖章 | 第二次世界大战胜利奖章 |

## 历任舰长
| 姓名       | 译名              | 军衔 | 所属军种       | 任职时间                           |
| ---------- | ----------------- | ---- | -------------- | ---------------------------------- |
|            | 肯尼斯·C·菲利普斯 | 少校 | 美国海岸警卫队 | 1943年10月18日-1944年3月10日（ †） |
| 参考文献： |                   |      |                |                                    |